# 平凡 歌のバースデーショー
『平凡 歌のバースデーショー』（へいぼん うたのバースデーショー）は、1961年2月7日から1963年4月7日、および1963年11月1日から1966年3月28日までフジテレビで放送されていた音楽バラエティ番組である。平凡出版（現・マガジンハウス）発行の雑誌『平凡』の協賛。

## 概要
毎回その月に生まれた各界の人気スターをゲストに迎え、彼らの誕生を祝う華やかなショーを繰り広げていた歌謡番組で、後に同系列局で放送される『ハッピーバースデー!』の原型となった。昼の帯番組『おとなの漫画』で人気を上げたハナ肇とクレージーキャッツが出演しており、ハナ肇が司会を、その他のメンバーがアシスタントを務めていた。
番組は途中半年間の中断期間を挿みながらも、5年あまりにわたって放送され続けた。

## 放送時間
いずれも日本標準時。

### 第1期
- 火曜 21時15分 - 21時45分（1961年2月7日 - 1961年6月27日）
- 日曜 20時30分 - 21時00分（1961年7月2日 - 1963年4月7日）

### 第2期
- 金曜 19時30分 - 20時00分（1963年11月1日 - 1964年11月27日）
- 水曜 19時30分 - 20時00分（1964年12月2日 - 1964年12月30日）
- 月曜 19時00分 - 19時30分（1965年1月4日 - 1966年3月28日）

## 出演者

### 司会
- ハナ肇

### アシスタント
- ハナ肇とクレージーキャッツ（ハナ以外のメンバー） - 第1期・第2期ともに出演。
- 江利チエミ - 第1期の前期にあたる1962年3月まで出演。
- 中尾ミエ - 第1期の後期にあたる1962年4月から出演。第2期にも出演。

## 内容
ゲストコーナー
各回のゲストと関係する人物を招き、両者を対面させていたコーナー。
歌のコーナー
ゲスト歌手が誕生日ゲストに歌を贈っていたコーナー。

## 提供
- 第1期はニチバンの一社提供で放送され、番組タイトルに「ニチバンアワー」を冠していた。
- 第2期は初期においては森下仁丹の一社提供だったが、後にキスミー化粧品（キスミー販売＝現・伊勢半） → ピアスと化粧品メーカーの一社提供が続き、最終的にはペプシコーラ（日本ペプシコ＝現・サントリー）の一社提供となった。仁丹時代にはタイトルに「仁丹アワー」を冠していたが、その後は「キスミー」→「ピアス」→「ペプシコーラ」と「アワー」抜きのタイトルになった[2]。

## DVD
スーパービジョンから発売されたDVD-BOX『クレージーキャッツ メモリアル DVD-BOX』VOL.2に、和田弘とマヒナスターズが出演した回（第2期。1965年2月放送）が、ペプシコーラや『平凡』の生CMなどと共に収録されている。

## エピソード
2010年9月11日に死去した谷啓を偲び、同年12月4日放送の『2010 FNS歌謡祭』のアイキャッチに、この番組でクレージーが「ゴマスリ行進曲」を歌っているシーンが放送された。このシーンでは、机の上にペプシコーラが置かれているシーンも映された。